# Ernests Blanks
Ernests Blanks (Braslava, 13 settembre 1894 – Palma di Maiorca, 31 gennaio 1972) è stato uno scrittore e editorialista lettone, noto per essere stato il primo intellettuale a rivendicare l'indipendenza della Lettonia nel 1917.

## Biografia
Nato nella parrocchia civile di Braslava, nella regione di Vidzeme, si trasferì da giovane con la famiglia a Riga, dove frequentò le scuole. A partire dal 1914 studiò, da esterno, storia e filosofia presso l'Università Šanjavskij di Mosca.
Divenne editorialista, tra gli altri, del Dzimtenes Atbalss (L'Eco della Patria), dalle cui colonne fece emergere per la prima volta, nel luglio del 1917, prospettive di indipendenze per la Lettonia, scrivendo: "Il nostro ideale è una Lettonia sovrana". A indipendenza conquistata, si dedicò a trattare temi quali la lunga attesa per l'indipendenza o il Risveglio Nazionale Lettone e dei suoi protagonisti, nei quali egli stesso figurava. Si contano oltre 700 editoriali da lui redatti per le principali riviste lettoni.
Fu uno dei dirigenti del Partito Nazionaldemocratico Lettone nonché componente del Tautas Padome, un consiglio nazionale predecessore della Saeima (l'attuale parlamento lettone). Fu inoltre decorato con l'Ordine delle Tre Stelle nel 1928.
Durante l'occupazione sovietica della Lettonia, difese la sovranità della repubblica baltica in una serie di articoli. Ciò lo fece diventare persona non grata e fui quindi costretto all'esilio, in Germania, nel 1945. Successivamente si stabilì a Palma di Maiorca, in Spagna, ove morì.